# 東経95度線
東経95度線（とうけい95どせん）は、本初子午線面から東へ95度の角度を成す経線である。北極点から北極海、アジア、インド洋、南極海、南極大陸を通過して南極点までを結ぶ。東経95度線は、西経85度線と共に大円を形成する。

## 通過する地域一覧
東経95度線は、北極点から南極点まで南に向かって以下の場所を通っている。
| 地理座標                                             | 国土・領土・領海 | 備考                                                                                            |
| ---------------------------------------------------- | ---------------- | ----------------------------------------------------------------------------------------------- |
| 北緯90度0分 東経95度0分 / 北緯90.000度 東経95.000度  | 北極海           |                                                                                                 |
| 北緯81度8分 東経95度0分 / 北緯81.133度 東経95.000度  | ロシア           | コムソモレツ島、十月革命島（セヴェルナヤ・ゼムリャ諸島）                                        |
| 北緯79度2分 東経95度0分 / 北緯79.033度 東経95.000度  | カラ海           |                                                                                                 |
| 北緯76度40分 東経95度0分 / 北緯76.667度 東経95.000度 | ロシア           | ノルデンショルド群島、本土                                                                      |
| 北緯50度3分 東経95度0分 / 北緯50.050度 東経95.000度  | モンゴル         |                                                                                                 |
| 北緯44度15分 東経95度0分 / 北緯44.250度 東経95.000度 | 中華人民共和国   | 新疆ウイグル自治区 甘粛省 青海省 チベット自治区                                                 |
| 北緯29度8分 東経95度0分 / 北緯29.133度 東経95.000度  | インド           | アルナーチャル・プラデーシュ州（ 中華人民共和国が部分的に領有権を主張） アッサム州 ナガランド州 |
| 北緯25度43分 東経95度0分 / 北緯25.717度 東経95.000度 | ミャンマー       |                                                                                                 |
| 北緯15度47分 東経95度0分 / 北緯15.783度 東経95.000度 | インド洋         | ブルー島（英語版）、スマトラ島（ インドネシア）のすぐ西を通過                                   |
| 南緯60度0分 東経95度0分 / 南緯60.000度 東経95.000度  | 南極海           |                                                                                                 |
| 南緯66度14分 東経95度0分 / 南緯66.233度 東経95.000度 | 南極大陸         | オーストラリア南極領土（ オーストラリアが領有権主張）                                           |